# Orca Symphony No. 1
Orca Symphony No. 1 es la "primera sinfonía verdadera" del músico Serj Tankian.
Grabada en Linz, Austria durante octubre de 2012, Orca fue compuesta y llevada a demos en el estudio casero de Tankian. Fue grabada con la Das Karussel Ensemble, junto a su director Werner Steinmetz.
Orca se divide en cuatro actos, que mezclan influencias que van de música del siglo XX
hasta compositores modernos del tipo "cinematográfico dinámico", mostrando influencias
de Ennio Morricone a Philip Glass.

## Lista de canciones
1. Act. I - Victorious Orcinus
2. Act. II - Oceanic Subterfuge
3. Act. III - Delphinus Capensis
4. Act. IV - Lamentation of the Beached